# Romeo è Giulietta
Romeo è Giulietta è un film del 2024 diretto da Giovanni Veronesi.

## Trama
Il celebre e cinico regista teatrale Federico Landi Porrini, ormai sul viale del tramonto, vuole chiudere la carriera organizzando a Spoleto una pièce tratta da Romeo e Giulietta di William Shakespeare. Si apre così un casting che viene inevitabilmente preso d'assalto da giovani attori che aspirano a uno dei ruoli; particolarmente ardua si presenta la scelta della ragazza che farà da protagonista, perché Landi Porrini continua a bocciarle tutte umiliandole.
Tra chi sogna di partecipare a questo spettacolo c'è anche l'aspirante attrice Vittoria Mengoni, che al casting viene però frettolosamente liquidata in malo modo, in quanto in passato aveva plagiato un altro artista e quindi apostrofata come "ladra" da Porrini. Ella dunque, con l'aiuto di Gloria, un'ex truccatrice dello staff di Landi Porrini da poco licenziata da quest'ultimo, si trucca da uomo ricorrendo a un naso finto e a una parrucca: l'idea è di dimostrare comunque il proprio talento al bisbetico regista, per poi smascherarsi coprendolo di ridicolo. Lui rimane effettivamente folgorato dalla prova dell'alter ego di Vittoria, Otto Novembre, e lo scrittura per il ruolo di Romeo. Lei, di fronte a questa occasione, non riesce a svelare la propria identità accettando di partecipare alla pièce.
Per il ruolo di Giulietta viene presa Gemma Grimaldi, il cui unico merito è quello di essere una TikToker particolarmente seguita dai giovani nonché fidanzata col calciatore Lukaku e quindi possibile calamita per il pubblico; l'attore scelto per interpretare Mercuzio invece si rompe una gamba durante le prove e al suo posto viene scritturato Rocco, rider fidanzato con Vittoria. Quest'ultima, sapendo che il suo ragazzo aspirava al ruolo di Romeo, non ha il coraggio di dirgli che è stata proprio lei a esserselo guadagnato, e cerca di portare avanti la relazione mantenendo il segreto senza però nascondere molto imbarazzo. Rocco, insospettito, la segue di nascosto per spiarne alcuni comportamenti; conosce poi Otto e ne diventa amico mostrandosi fin troppo invadente. L'alter ego di Vittoria si attira anche le attenzioni di Landi Porrini, in crisi col suo compagno Lorenzo, e ne respinge le avances.
Rocco organizza poi una uscita a quattro con Otto, Gemma e la sorella Agata e prova a sedurre quest'ultima proprio davanti a Otto, che cerca oltretutto di fare mettere con Gemma la quale ha una cotta per lui non sapendo della sua vera identità, e al quale successivamente confessa tendenze bisessuali lasciandolo sconvolto. Alla fine Vittoria scopre che Rocco aveva già capito tutto (l'8 novembre è proprio la data di nascita di Vittoria) e che la stava solo prendendo un po' in giro: il loro amore è dunque salvo, come quello tra Landi Porrini e Lorenzo, che si riappacificano.
La rappresentazione di Romeo e Giulietta avviene e, sul finale, Otto si smaschera rivelando la sua natura femminile: ciò provoca, nel pubblico, prima sbigottimento e poi scroscianti applausi. Al termine dello spettacolo Landi Porrini si reca nel camerino di Vittoria per ringraziarla, poi si avvicina con un rossetto a un poster della pièce e aggiunge l'accento alla congiunzione del titolo: Romeo è Giulietta.

## Produzione
Il film, prodotto col sostegno dell'Umbria Film Commission, è stato girato tra l'agosto e l'ottobre 2023 a Roma e Spoleto e, nello specifico, a Teatro Torlonia, Villa Borghese, Trinità dei Monti e al Teatro Nuovo Gian Carlo Menotti.

## Promozione
Il primo trailer è stato pubblicato il 12 gennaio 2024.

## Distribuzione
Il film è stato distribuito nelle sale italiane il 14 febbraio 2024.

## Accoglienza

### Incassi
Il film ha incassato  1530698 €.

## Riconoscimenti
- 2024 – Globo d'oro[6]
  - Miglior commedia